# Lázeňský dům Balmoral – Osborne
Lázeňský dům Balmoral – Osborne je dvojice lázeňských domů v Mariánských Lázních, Hlavní třída 14, čp. 389, 390.

## Historie

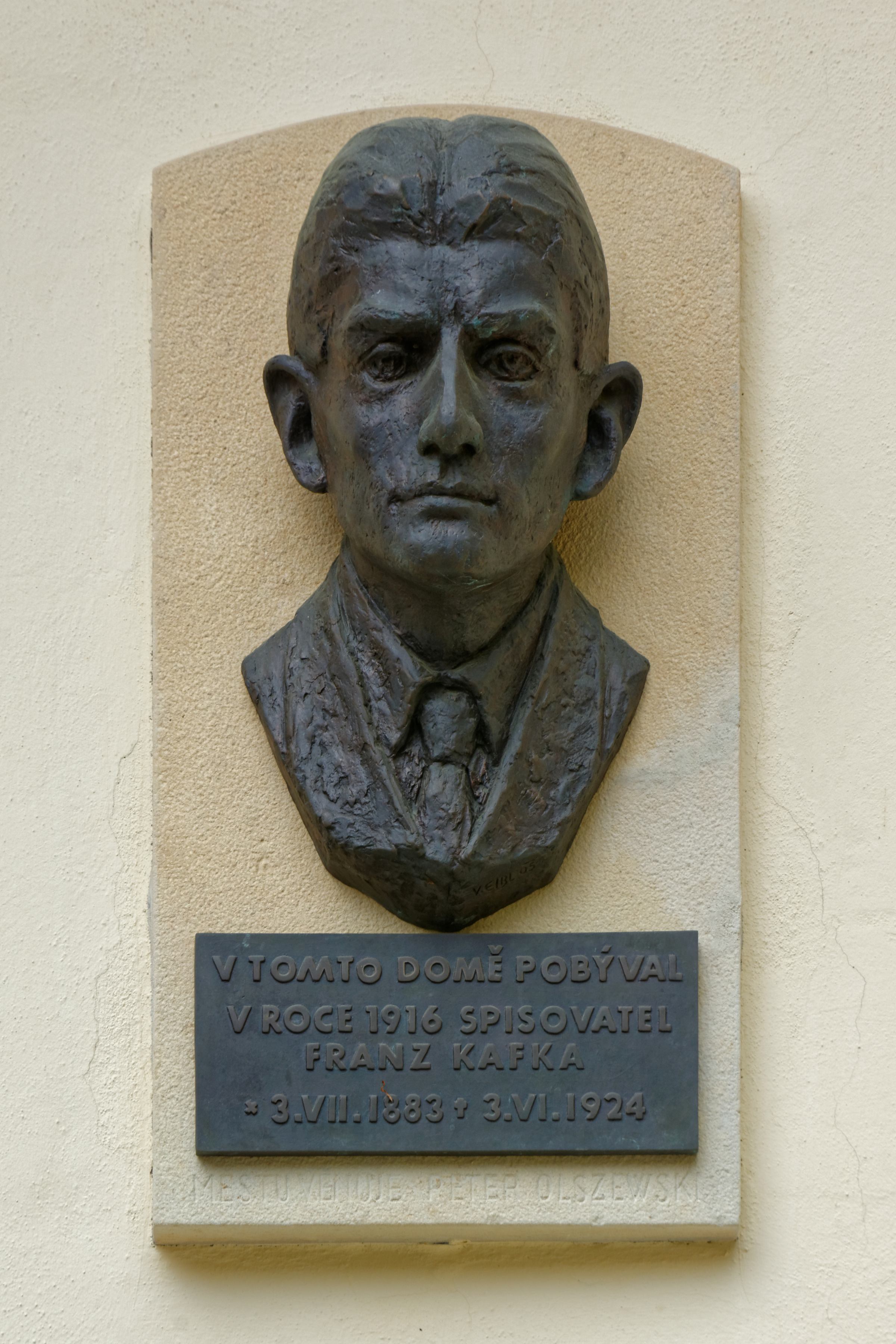
Busta, připomínající pobyt Franze Kafky v roce 1916.

V roce 1912 zakoupil Otto Lucha hotel Balmoral-Osborne a stal se jediným majitelem Café Panorama. Ale po roce 1918 byl nucen prodat objekty hotelové a lázeňské společnosti Hotel- und Bäder Aktien Gesellschaft (které patřil i dům Miramonte).
V dnech 4. – 13. července roku 1916 zde pobýval spisovatel Franz Kafka, který se zde setkal se svou snoubenkou Felice Bauerovu.
Objekt je chráněn jako kulturní památka České republiky.